# Zabrežani
Zabrežani (en italien : Presani) est une localité de Croatie située en Istrie, dans la municipalité de Pazin, dans le comitat d'Istrie. En 2001, la localité comptait 408 habitants.

## Démographie
| 1948 | 1953 | 1961 | 1971 | 1981 | 1991 | 2001 |
| ---- | ---- | ---- | ---- | ---- | ---- | ---- |
| 539  | 521  | 452  | 398  | 393  | 391  | 408  |